# سبعة أيام إلى نهر الراين

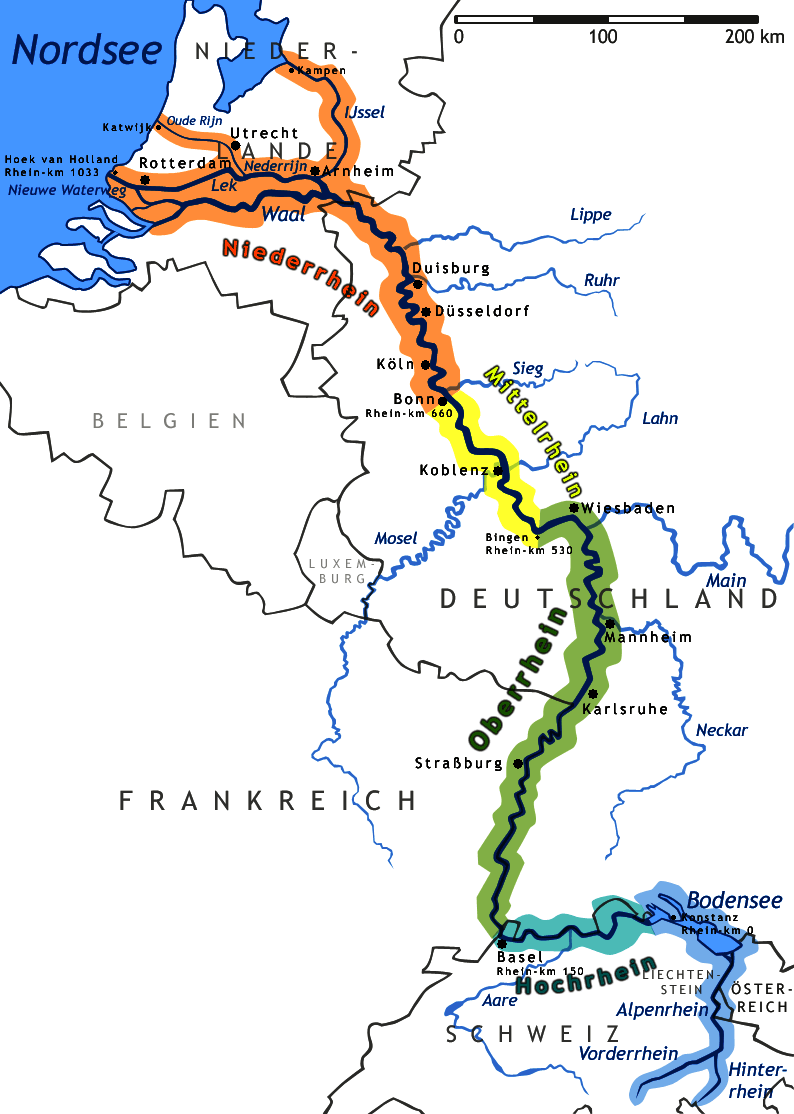
نهر الراين هو واحد من أهم الأنهار في أوروبا.

سبعة أيام إلى نهر الراين (الروسية: «Семь дней до реки Рейн»)، Sem 'dney do reki Reyn) كان تمرين محاكاة عسكرية سري للغاية تم تطويره في عام 1979 بواسطة حلف وارسو. لقد صور رؤية الكتلة السوفيتية لحرب نووية استمرت سبعة أيام بين حلف شمال الأطلسي وقوات حلف وارسو.

## رفع السرية

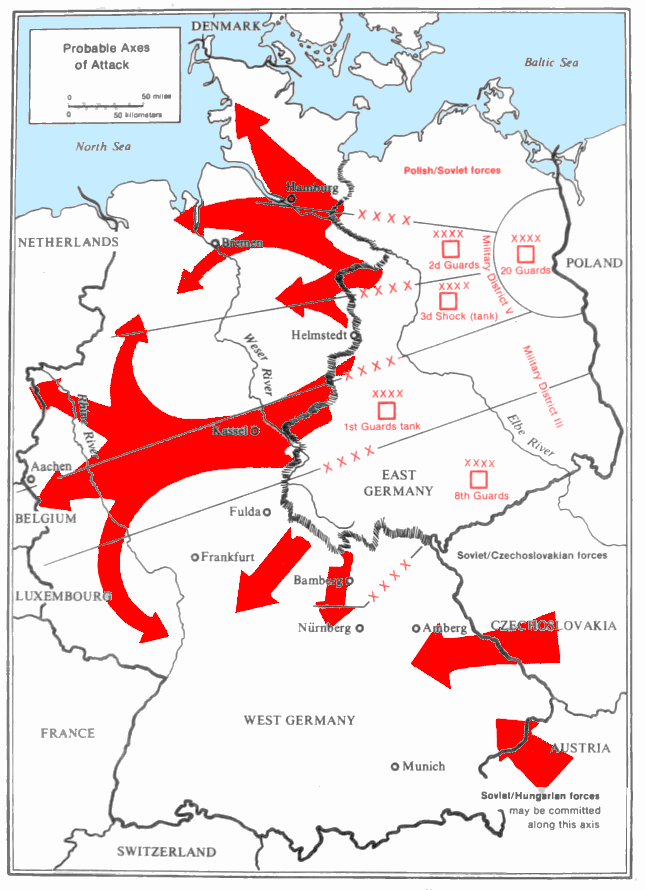
المحاور المحتملة لهجوم حلف وارسو

تم إصدار هذا السيناريو المحتمل في الحرب العالمية الثالثة من قبل الحكومة البولندية بعد انتخابها في عام 2005، من أجل «رسم خط تحت الماضي الشيوعي للبلاد»، و«تثقيف الجمهور البولندي حول النظام القديم».
ذكر رادوسلو سيكورسكي، وزير الدفاع البولندي في وقت إصدار الوثائق، أنه سيتم رفع السرية عن الوثائق المرتبطة بالنظام السابق ونشرها من خلال معهد التذكر الوطني في العام التالي.
تضمنت الملفات التي تم إصدارها وثائق حول «عملية الدانوب»، وهو الغزو السوفيتي لعام 1968 لتشيكوسلوفاكيا. كما تضمنت ملفات عن احتجاجات بولندا عام 1970، ومن حقبة الأحكام العرفية في الثمانينيات.
قام التشيكيون والمجريون برفع السرية عن الوثائق ذات الصلة في التسعينات. رفعت الحكومة البولندية السرية عن بعض المواد في هذه الفترة.

## مخطط المعركة
كان سيناريو الحرب هو قيام الناتو بشن هجوم نووي على المدن البولندية في منطقة وادي نهر فيستولا في سيناريو الضربة الأولى، وكذلك المدن التشيكية، مما سيمنع قادة الكتلة السوفيتية من إرسال تعزيزات إلى ألمانيا الشرقية لإحباط غزو حلف الناتو المحتمل لذلك البلد. توقعت الخطة موت ما يصل إلى مليوني مدني بولندي في مثل هذه الحرب وتدمير القوة التشغيلية البولندية بالكامل. 
سيتم شن هجوم مضاد نووي سوفيتي ضد ألمانيا الغربية وبلجيكا وهولندا والدنمارك وشمال شرق إيطاليا.

## الرد النووي
تظهر الخرائط المرتبطة بالخطة التي تم نشرها ضربات نووية في العديد من دول الناتو، لكنها تستبعد كلًا من فرنسا والمملكة المتحدة. هناك عدة احتمالات لهذا النقص في الضربات، والأرجح أن تكون فرنسا والمملكة المتحدة دولتين نوويتين، وعلى هذا النحو تحتفظان بترسانات نووية يمكن استخدامها للانتقام من الضربات النووية ضد دولتيهما.
استخدمت القوات الفرنسية إستراتيجية نووية تعرف بإقناع الردع من ضعف (إلى قوة ردع). تعتبر هذه إستراتيجية «مضادة للقيمة»، مما يعني ضمنًا أن أي هجوم نووي على فرنسا سيتم الرد عليه بضربة على مدن الكتلة السوفيتية. لمزيد من المعلومات حول التصور الفرنسي للحرب النووية، انظر: قوة الفراشة.
لكن صحيفة الغارديان تكهنت بأن «فرنسا كانت ستنجو من الهجوم، ربما لأنها ليست عضوًا في الهيكل المتكامل للناتو. فيما بريطانيا، التي كانت دائمًا في قلب حلف شمال الأطلسي، كانت ستنجو أيضًا، مما يشير إلى أن موسكو أرادت التوقف عند نهر الراين لتجنب إرهاق قواتها.»
في عام 1966، سحب الرئيس شارل ديغول فرنسا من هيكل القيادة العسكرية المتكاملة للناتو. من الناحية العملية، وبينما ظلت فرنسا عضوا في الناتو وشاركت بشكل كامل في الحالات السياسية للمنظمة، لم تعد ممثلة في لجان معينة مثل مجموعة التخطيط النووي ولجنة التخطيط الدفاعي. تم إخراج القوات الأجنبية من الأراضي الفرنسية وانسحبت القوات الفرنسية مؤقتًا من أوامر الناتو. كان الجيش الفرنسي الأول، ومقره في ستراسبورغ، على الحدود الفرنسية الألمانية، المقر الميداني الرئيسي الذي يسيطر على العمليات لدعم الناتو في ألمانيا الغربية، وكذلك الدفاع عن فرنسا. ومع أن فرنسا لم تكن رسميًا جزءً من هيكل قيادة الناتو، إلا أن هناك تفاهمًا، تم إضفاء الطابع الرسمي عليه من خلال التدريبات المشتركة المنتظمة في ألمانيا الغربية، بأن فرنسا سوف تساعد الناتو، في حالة هجوم حلف وارسو. ولهذه الغاية، تمركز المقر وفرقتان من الفيلق الثاني (الأب) بشكل دائم في ألمانيا الغربية، مع مهمة الحرب المتمثلة في دعم مجموعة الجيش المركزي بقيادة الناتو بقيادة الولايات المتحدة (CENTAG).
هناك العديد من الأهداف عالية القيمة في بريطانيا (مثل RAF Fylingdales وRAF Mildenhall وRAF Lakenheath) التي يجب أن تُضرب بطريقة تقليدية في هذه الخطة، مع أن الضربة النووية ستكون أكثر فاعلية بكثير (وكما تظهر الخطط، خيارًا مفضلًا للقيادة السوفيتية كما يتضح من ضرباتهم في أوروبا الغربية). تشير الخطة أيضًا إلى أن القاذفات المقاتلة التابعة للقوات الجوية الأمريكية، وعلى رأسها طائرات F-111 بعيدة المدى، ستستخدم في الضربات النووية، وأنها ستطلق من تلك القواعد البريطانية.
خطط السوفييت لاستخدام حوالي 7.5 ميغا طن من الأسلحة الذرية في كل هذا الصراع.

### الأهداف المعروفة
ستضرب فيينا بقنبلتين تزنان 500 كيلو طن، في حين أن فيتشنزا، وفيرونا، وبادوفا، والعديد من القواعد في إيطاليا ستضرب بقنابل فردية تزن 500 كيلو طن. كان على المجر احتلال فيينا.
تم تدمير شتوتغارت وميونخ ونورنبرغ في ألمانيا الغربية بواسطة الأسلحة النووية ثم استولى عليها التشيكوسلوفاكيون والمجريون.
في الدنمارك، كانت الأهداف النووية الأولى روسكيلدا وإيسبيرغ. إن روسكيلدا، بينما ليس لها أهمية عسكرية، هي ثاني أكبر مدينة في زيلاند وتقع بالقرب من العاصمة الدنماركية كوبنهاغن (المسافة من وسط كوبنهاغن إلى روسكيلد هي 35 كـم (22 ميل) فقط). كما سيتم استهدافها لأهميتها الثقافية والتاريخية لكسر معنويات السكان الدنماركيين والجيش. سيتم استهداف إيسبيرغ، خامس أكبر مدينة في البلاد، بميناءها الكبير القادر على تسهيل تسليم تعزيزات الناتو الكبيرة. إذا كانت هناك مقاومة دنمركية بعد الضربتين الأوليين، فسيتم قصف أهداف أخرى.

## خطط إضافية
خطط السوفييت للوصول إلى ليون في اليوم التاسع والمضي قدما في المركز النهائي في جبال البرانس. اعتقد التشيكوسلوفاكيون أن الأمر كان مفرطًا في التفاؤل في ذلك الوقت، ويعتقد بعض المخططين الغربيين الحاليين أن مثل هذا الهدف كان صعبًا أو حتى بعيد المنال. كانت هناك أيضًا خطط لعملية بحرية في شمال الأطلسي ضد الشحن البحري للناتو.